# RN5 (Benin)
De RN5 of Route nationale 5 is een nationale weg in het midden van het Afrikaanse land Benin. De weg loopt van Tchaourou naar Beterou. In Tchaourou sluit de weg aan op de RNIE2 naar Bohicon en Parakou en in Beterou op de RNIE6 naar Djougou.
De RN5 is ongeveer 55 kilometer lang en loopt door het departement Borgou. 